# Anton Gustafsson
Johan Gustaf Anton Gustafsson (Stoccolma, 6 febbraio 1877 – 16 novembre 1943) è stato un tiratore di fune svedese.

## Biografia
Ha partecipato ai giochi olimpici di Atene di 1906, dove ha vinto la medaglia di bronzo nel tiro alla fune con la squadra svedese, vincendo nella finale per il terzo posto con la squadra austriaca.

## Palmarès
In carriera ha conseguito i seguenti risultati:
- Giochi olimpici

Atene 1906: bronzo nel tiro alla fune.